# Бортниково (Рязанская область)
Бортниково — деревня в Шиловском районе Рязанской области в составе Задубровского сельского поселения.

## Географическое положение
Деревня Бортниково расположена на правом Нагорном берегу реки Оки в 16 км к северо-западу от пгт Шилово. Расстояние от села до районного центра Шилово по автодороге — 26 км.
К западу от деревни находится урочище Торжки, к юго-западу — большой пруд (Запольская Плотина), к востоку, на противоположном берегу реки Оки — Константиновская старица, урочище Бохта, и пойменные озера Рог и Кочарник. Ближайшие населенные пункты — села Срезнево и Пустополье.

## Население
По данным переписи населения 2010 г. в деревне Бортниково постоянно проживают 11 человек.

## Происхождение названия
Михайловские краеведы И. Журкин и Б. Катагощин отмечали, что в названии селения отразилось основное занятие местных жителей. Бортники — люди, собиравшие мед диких пчел, коих, видимо, было в этих местах в изобилии.

## История
Деревня Бортниково или Бортники впервые упоминается в окладных книгах за 1676 г., где в ней показаны «2 двора помещиковых, да крестьянских 10 дворов, да двор бобыльской».
К 1891 г., по данным И. В. Добролюбова, деревня Бортниково числилось в приходе Покровского храма села Срезнево, и в ней насчитывалось 28 дворов.
Во время 1-й Русской революции в июне 1906 г. местные крестьяне самовольно разделили и скосили помещичьи луга.